# اس‌ام یو-۵ (آلمان)
اس‌ام یو-۵ (آلمان) (به انگلیسی: SM U-5 (Germany)) یک زیردریایی بود که طول آن ۵۷٫۳ متر (۱۸۸٫۰ فوت) بود. این زیردریایی در سال ۱۹۱۰ ساخته شد.